# إحسان (إسلام)

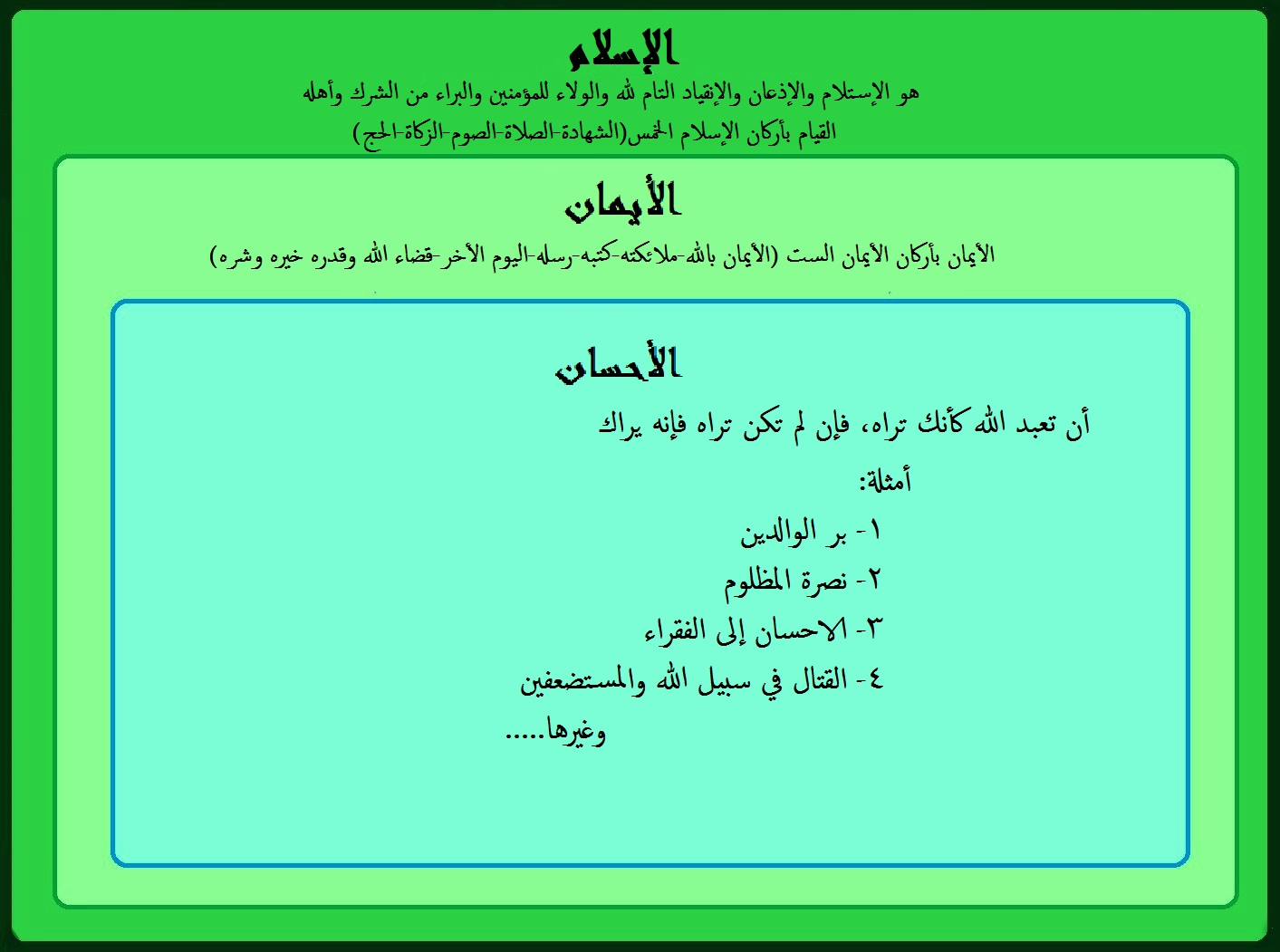
مراتب الدين الإسلامي الثلاثة (الإسلام يحتوي على الإيمان، والإيمان يحتوي على الإحسان)

الإحسان في الإسلام هو إتقان العمل الذي يقوم به المسلم وبذل الجهد لإجادته ليصبح على أكمل وجه، فإن كان العمل خاصا بالناس وجب تأديته على أكمل وجه وكأن صاحب العمل خبير بهذا العمل ويتابع العامل بكل دقة.
وفي الإسلام يعد الإحسان مرتبة عالية من مراتب الدين الثلاثة، بعد الإسلام والإيمان. فهو يعني عبادة الله كأنك تراه فإن لم تكن تراه فإنه يراك. فقد ورد في السنة قول النبي محمد في تعريف الإحسان: «أن تعبد الله كأنك تراه فإن لم تكن تراه فإنه يراك» «رواه مسلم وابن ماجه».
وقد ورد في القرآن: ﴿إِنَّ اللَّهَ يَأْمُرُ بِالْعَدْلِ وَالْإِحْسَانِ وَإِيتَاءِ ذِي الْقُرْبَى وَيَنْهَى عَنِ الْفَحْشَاءِ وَالْمُنْكَرِ وَالْبَغْيِ يَعِظُكُمْ لَعَلَّكُمْ تَذَكَّرُونَ ۝٩٠﴾ سورة النحل.
أي أن الله يأمر عباده بالعدل والإنصاف في حقه بتوحيده وعدم الإشراك به، وفي حق عباده بإعطاء كل ذي حق حقه، ويأمر بالإحسان في حقه بعبادته وأداء فرائضه على الوجه المشروع، وإلى الخلق في الأقوال والأفعال، ويأمر بإعطاء ذوي القرابة ما به صلتهم وبرُّهم، وينهى عن كل ما قَبُحَ قولا أو عملا وعما ينكره الشرع ولا يرضاه من الكفر والمعاصي، وعن ظلم الناس والتعدي عليهم، والله -بهذا الأمر وهذا النهي- يَعِظكم ويذكِّركم العواقب؛ لكي تتذكروا أوامر الله وتنتفعوا بها.
وكذلك ورد في القرآن: ﴿هَلْ جَزَاءُ الْإِحْسَانِ إِلَّا الْإِحْسَانُ ۝٦٠﴾ سورة الرحمن، أي هل جزاء مَن أحسن بعمله في الدنيا إلا الإحسان إليه بالجنة في الآخرة؟
وقال النبي محمد: «إن الله كتب الإحسان على كل شيء».

## التعريف
الإحسان لغة: ضِدُّ الإساءة. مصدر أَحْسَنَ أي جاء بفعل حَسَنٍ.
والإحْسَان اصطلاحًا:
(نوعان:
1. إحسان في عبادة الخالق: بأن يعبد الله كأنَّه يراه فإن لم يكن يراه فإنَّ الله يراه. وهو الجِدُّ في القيام بحقوق الله على وجه النُّصح، والتَّكميل لها.
2. وإحسانٌ في حقوق الخَلْق:... هو بذل جميع المنافع مِن أي نوعٍ كان، لأي مخلوق يكون، ولكنَّه يتفاوت بتفاوت المحْسَن إليهم، وحقِّهم ومقامهم، وبحسب الإحْسَان، وعظم موقعه، وعظيم نفعه، وبحسب إيمان المحْسِن وإخلاصه، والسَّبب الدَّاعي له إلى ذلك)[3]

وقال الراغب الأصفهاني: (الإحسان على وجهين: أحدهما: الإنعام على الغير، والثاني: إحسان في فعله، وذلك إذا علم علمًا حسنًا أو عمل عملًا حسنًا).

## التفريق بين الإحسان وغيره من الصفات المقاربة
الفرق بين الإحْسَان والإفضَال
أنَّ الإحسان: النَّفْع الحَسَن.
والإفْضَال: النَّفع الزَّائد على أقلِّ المقدار، وقد خُصَّ الإحْسَان بالفضل، ولم يجب مثل ذلك في الزِّيادة؛ لأنَّه جرى مجرى الصِّفة الغالبة.
الفرق بين الإحْسَان والفضل
أنَّ الإحْسَان قد يكون واجبًا وغير واجب.
والفضل لا يكون واجبًا على أحد، وإنَّما هو ما يتفضَّل به مِن غير سبب يوجبه.
الفرق بين الإحْسَان والإنْعَام
أَنَّ الإحْسَان يكون لنفس الإنسان ولغيره، تقول: أَحْسَنْتُ إلى نفسي.
والإنْعَام لا يكون إلَّا لغيره.

## الأمر بالإحسان
- قال تعالى في سورة النحل:

﴿إِنَّ اللَّهَ يَأْمُرُ بِالْعَدْلِ وَالْإِحْسَانِ وَإِيتَاءِ ذِي الْقُرْبَى وَيَنْهَى عَنِ الْفَحْشَاءِ وَالْمُنْكَرِ وَالْبَغْيِ يَعِظُكُمْ لَعَلَّكُمْ تَذَكَّرُونَ ۝٩٠﴾ [النحل:90]
قال السعدي: (الإحْسَان فضيلة مستحبٌّ، وذلك كنفع النَّاس بالمال والبدن والعِلْم، وغير ذلك مِن أنواع النَّفع حتى إنَّه يدخل فيه الإحْسَان إلى الحيوان البهيم المأكول وغيره).
- وقال تعالى في سورة الإسراء:

﴿وَقُلْ لِعِبَادِي يَقُولُوا الَّتِي هِيَ أَحْسَنُ إِنَّ الشَّيْطَانَ يَنْزَغُ بَيْنَهُمْ إِنَّ الشَّيْطَانَ كَانَ لِلْإِنْسَانِ عَدُوًّا مُبِينًا ۝٥٣﴾ [الإسراء:53]
- وقال تعالى في سورة البقرة:

﴿وَإِذْ أَخَذْنَا مِيثَاقَ بَنِي إِسْرَائِيلَ لَا تَعْبُدُونَ إِلَّا اللَّهَ وَبِالْوَالِدَيْنِ إِحْسَانًا وَذِي الْقُرْبَى وَالْيَتَامَى وَالْمَسَاكِينِ وَقُولُوا لِلنَّاسِ حُسْنًا وَأَقِيمُوا الصَّلَاةَ وَآتُوا الزَّكَاةَ ثُمَّ تَوَلَّيْتُمْ إِلَّا قَلِيلًا مِنْكُمْ وَأَنْتُمْ مُعْرِضُونَ ۝٨٣﴾ [البقرة:83].
أي: (أحسنوا بالوالدين إحسانًا، وهذا يعمُّ كلَّ إحسان قولي وفعلي ممَّا هو إحسان إليهم، وفيه النَّهي عن الإساءة إلى الوالدين، أو عدم الإحْسَان والإساءة؛ لأنَّ الواجب الإحْسَان، والأمر بالشَّيء نهيٌ عن ضِدِّه.
وللإحْسَان ضِدَّان: الإساءة، وهي أعظم جرمًا، وترك الإحْسَان بدون إساءة، وهذا محرَّم، لكن لا يجب أن يلحق بالأوَّل، وكذا يقال في صلة الأقارب واليتامى، والمساكين، وتفاصيل الإحْسَان لا تنحصر بالعَدِّ، بل تكون بالحَدِّ.
ثمَّ أمر بالإحْسَان إلى النَّاس عمومًا فقال: ﴿وَقُولُواْ لِلنَّاسِ حُسْناً﴾، ومِن القول الحَسَن: أمرهم بالمعروف، ونهيهم عن المنكر، وتعليمهم العِلْم، وبذل السَّلام، والبشاشة وغير ذلك مِن كلِّ كلام طيِّب.
ولـمَّا كان الإنسان لا يسع النَّاس بماله، أُمِر بأمرٍ يقدر به على الإحْسَان إلى كلِّ مخلوق، وهو الإحْسَان بالقول، فيكون في ضمن ذلك النَّهي عن الكلام القبيح للنَّاس حتى للكفَّار).
- وقوله تعالى:
﴿وَابْتَغِ فِيمَا آتَاكَ اللَّهُ الدَّارَ الْآخِرَةَ وَلَا تَنْسَ نَصِيبَكَ مِنَ الدُّنْيَا وَأَحْسِنْ كَمَا أَحْسَنَ اللَّهُ إِلَيْكَ وَلَا تَبْغِ الْفَسَادَ فِي الْأَرْضِ إِنَّ اللَّهَ لَا يُحِبُّ الْمُفْسِدِينَ ۝٧٧﴾ [القصص:77].
قال الشَّوكاني في تفسير قوله: (وَأَحْسِن كَمَا أَحْسَنَ اللَّهُ إِلَيْكَ): (أي: أحسن إلى عباد الله كما أحسن الله إليك بما أنعم به عليك مِن نعم الدُّنْيا).
- وقال تعالى: ﴿إِنَّ رَحْمَةَ اللَّهِ قَرِيبٌ مِنَ الْمُحْسِنِينَ ۝٥٦﴾ [الأعراف:56].
روي عن شدَّاد بن أوس  في صحيح مسلم: 
| إحسان (إسلام) | ثنتان حفظتهما عن رسول الله ﷺ؛ «إنَّ الله كتب الإحْسَان على كلِّ شيء، فإذا قتلتم فأحسنوا القِتْلَة، وإذا ذبحتم فأحسنوا الذَّبح، وليُحِدَّ أحدكم شَفْرَتَه، فليُرح ذبيحته» | إحسان (إسلام) |

قال المباركفوري: ((قوله ﷺ «إن الله كتب الإحسان على كل شيء». أي: إلى كلِّ شيء، أو (على) بمعنى: في، أي: أمركم بالإحْسَان في كلِّ شيء، والمراد منه العموم الشَّامل للإنسان حيًّا وميتًا.
قال الطَّيبي: أي أوجب مبالغة؛ لأنَّ الإحْسَان هنا مستحبٌّ، وضمَّن الإحْسَان معنى التَّفضُّل وعدَّاه بعلى. والمراد بالتَّفضُّل: إراحة الذَّبيحة بتحديد الشَّفرة، وتعجيل إمرارها وغيره.
وقال الشُّمُنِّيُّ: على- هنا- بمعنى اللام متعلِّقة بالإحْسَان، ولا بدَّ مِن على أخرى محذوفة بمعنى: الاستعلاء المجازي، متعلِّقة بكَتَبَ، والتَّقدير: كَتَبَ على النَّاس الإحْسَان لكلِّ شيء)).
يقول الحافظ ابن رجب: «الأمر بالإحسان تارة يكون للوجوب كالإحسان إلى الوالدين والأرحام بمقدار ما يحصل به البر والصلة، والإحسان إلى الضيف بقدر ما يحصل به قراه وتارة يكون للندب كصدقة التطوع ونحوها».
ويقول ابن سعدي: «الإحسان فضيلة مستحبة، وذلك كنفع الناس بالمال والبدن والعلم، وغير ذلك من أنواع النفع، حتى إنه يدخل فيه الإحسان إلى الحيوان البهيم المأكول وغيره»
روي عن عبد الله بن عمرو   في صحيح مسلم: 
| إحسان (إسلام) | أقبل رجلٌ إلى نبيِّ الله ﷺ فقال: أبايعك على الهجرة والجهاد، أبتغي الأجر مِن الله. قال: فهل مِن والديك أحدٌ حيٌّ؟ قال: نعم، بل كلاهما. قال: أفتبتغي الأجر مِن الله؟ قال: نعم، قال: فارجع إلى والديك فأحسن صحبتهما. | إحسان (إسلام) |

## فضل الإحسان
اعتنى الإسلام بالإحسان وعظم منزلته، ونوه سبحانه بفضله وأخبر في كتابه العزيز أنه يحب المحسنين وأنه معهم وكفى بذلك فضلًا وشرفًا.
- فقال سبحانه (في سورة البقرة): ﴿وَأَنْفِقُوا فِي سَبِيلِ اللَّهِ وَلَا تُلْقُوا بِأَيْدِيكُمْ إِلَى التَّهْلُكَةِ وَأَحْسِنُوا إِنَّ اللَّهَ يُحِبُّ الْمُحْسِنِينَ ۝١٩٥﴾ [البقرة:195].
- وقال تعالى (في آل عمران): ﴿فَآتَاهُمُ اللَّهُ ثَوَابَ الدُّنْيَا وَحُسْنَ ثَوَابِ الْآخِرَةِ وَاللَّهُ يُحِبُّ الْمُحْسِنِينَ ۝١٤٨﴾ [آل عمران:148].
- وقال تعالى (في سورة النحل): ﴿إِنَّ اللَّهَ مَعَ الَّذِينَ اتَّقَوْا وَالَّذِينَ هُمْ مُحْسِنُونَ ۝١٢٨﴾ [النحل:128].
- وقال جل جلاله (في سورة العنكبوت): ﴿وَالَّذِينَ جَاهَدُوا فِينَا لَنَهْدِيَنَّهُمْ سُبُلَنَا وَإِنَّ اللَّهَ لَمَعَ الْمُحْسِنِينَ ۝٦٩﴾ [العنكبوت:69].

## جزاء الإحسان
قال الله تعالى في سورة الرحمن ﴿هَلْ جَزَاءُ الْإِحْسَانِ إِلَّا الْإِحْسَانُ ۝٦٠﴾ [الرحمن:60]، وقد بين الله تعالى لعباده في هذه الآية أن الأولى للعبد أن يقابل كل إحسان بإحسان رغم أن الفرق كبير بين إحسان وإحسان، فماذا تعادل قطرة من إحسان من العبد مع بحور من الإحسان والفضل وقنوات العطاء من ربه، بل وإن إحسان العبد لربه ما هو إلا من إحسانه إلى عبده ولطفه به وذلك لأنه هداه لهذا فهو المحسن الودود.
ويعد الإحسان من أفضل منازل العبودية وأعلى مراتبها، كما يمكن اعتباره لبها وروحها وأساسها وهو أن تعبد الله كأنك تراه فإن لم تكن تراه فإنه يراك. قال المصطفى ﷺ: «إن الله كتب الإحسان على كل شيء، فإذا قتلتم فأحسنوا القتلة وإذا ذبحتم فأحسنوا الذبحة» كما قد ورد في الحديث الصحيح: «أن امرأة بغياً رأت كلباً في يوم حار يُطيف ببئرٍ، قد أدلع لسانه من العطش فنزعت له بموقها فغفر لها».
الإحسان يحيط الحياة كلها في علاقات العبد بربه، وبأسرته، والجماعة، وعلاقته بالبشرية بشكل عام، بل وعلاقته بالمخلوقات كلها، فكل قوانين التعامل ترجع إلى الإحسان، وقد جاء في فضل الإحسان أن رسول الله ﷺ قرأ الآية: ﴿لِلَّذِينَ أَحْسَنُوا الْحُسْنَى وَزِيَادَةٌ﴾ [يونس:26] وقال: «إذا دخل أهل الجنة الجنة، وأهل النار النار، نادى منادٍ: يا أهل الجنة إن لكم عند الله موعداً يريد أن ينجزكموه، فيقولون: ما هو؟ ألم يثقّل موازيننا، ويبيض وجوهنا، ويدخلنا الجنة، ويزحزحنا عن النار؟ قال: فيكشف لهم الحجاب فينظرون إليه، فوالله ما أعطاهم الله شيئاً أحب إليهم من النظر إليه ولأقرّ لأعينهم»، ﴿وُجُوهٌ يَوْمَئِذٍ نَاضِرَةٌ ۝٢٢ إِلَى رَبِّهَا نَاظِرَةٌ ۝٢٣﴾ [القيامة:22–23]، وقد أعلن جل وعلا محبته لعباده المحسنين في أكثر من آية فقال: ﴿الَّذِينَ يُنْفِقُونَ فِي السَّرَّاءِ وَالضَّرَّاءِ وَالْكَاظِمِينَ الْغَيْظَ وَالْعَافِينَ عَنِ النَّاسِ وَاللَّهُ يُحِبُّ الْمُحْسِنِينَ ۝١٣٤﴾ [آل عمران:134]، وأخبر تعالى أن رحمته قريبة من المحسنين، فقال: ﴿وَلَا تُفْسِدُوا فِي الْأَرْضِ بَعْدَ إِصْلَاحِهَا وَادْعُوهُ خَوْفًا وَطَمَعًا إِنَّ رَحْمَةَ اللَّهِ قَرِيبٌ مِنَ الْمُحْسِنِينَ ۝٥٦﴾ [الأعراف:56]، وطمأن المحسنين بأن إحسانهم محفوظ، وعملهم مشكور، وفعلهم مبرور، فقال تعالى: ﴿وَاصْبِرْ فَإِنَّ اللَّهَ لَا يُضِيعُ أَجْرَ الْمُحْسِنِينَ ۝١١٥﴾ [هود:115]، بل أدخل السرور عليهم، وأعلن البشارة لهم، فقال في آيات كثيرة: ﴿لَنْ يَنَالَ اللَّهَ لُحُومُهَا وَلَا دِمَاؤُهَا وَلَكِنْ يَنَالُهُ التَّقْوَى مِنْكُمْ كَذَلِكَ سَخَّرَهَا لَكُمْ لِتُكَبِّرُوا اللَّهَ عَلَى مَا هَدَاكُمْ وَبَشِّرِ الْمُحْسِنِينَ ۝٣٧﴾ [الحج:37]، كما أن الله تعالى أعطى على الإحسان ما لم يعط على غيره فقال تعالى: ﴿لِلَّذِينَ أَحْسَنُوا الْحُسْنَى وَزِيَادَةٌ وَلَا يَرْهَقُ وُجُوهَهُمْ قَتَرٌ وَلَا ذِلَّةٌ أُولَئِكَ أَصْحَابُ الْجَنَّةِ هُمْ فِيهَا خَالِدُونَ ۝٢٦﴾ [يونس:26].

## صور الإحسان
صور الإحسان على جهة الإجمال، والتي منها الإحسان في العبادات، والإحسان في المعاملات، والإحسان إلى الحيوانات، والإحسان في الأعمال البدنية، فـ (الإحْسَان في باب العبادات أن تؤدِّى العبادة أيًّا كان نوعها؛ مِن صلاة أو صيام أو حج أو غيرها أداءً صحيحًا، باستكمال شروطها وأركانها، واستيفاء سننها وآدابها، وهذا لا يتمُّ للعبد إلَّا إذا كان شعوره قويًّا بمراقبة الله عزَّ وجلَّ حتى كأنَّه يراه تعالى ويشاهده، أو على الأقلِّ يشعر نفسه بأنَّ الله تعالى مطَّلع عليه، وناظرٌ إليه، فبهذا وحده يمكنه أن يحسن عبادته ويتقنها، فيأتي بها على الوجه المطلوب، وهذا ما أرشد إليه الرَّسول ﷺ في قوله: «الإحْسَان أن تعبد الله كأنَّك تراه فإن لم تكن تراه فإنَّه يراك».
وفي باب المعاملات فهو للوالدين ببرِّهما بالمعروف، وطاعتهما في غير معصية الله، وإيصال الخير إليهما، وكفِّ الأذى عنهما، والدُّعاء والاستغفار لهما، وإنفاذ عهدهما، وإكرام صديقهما.
وهو للأقارب ببرِّهم ورحمتهم والعطف عليهم، وفعل ما يَجْمُل فعله معهم، وترك ما يسيء إليهم.
وهو لليتامى بالمحافظة على أموالهم، وصيانة حقوقهم، وتأديبهم وتربيتهم بالحسنى، والمسح على رؤوسهم.
وهو للمساكين بسدِّ جوعهم، وستر عورتهم، وعدم احتقارهم وازدرائهم، وعدم المساس بهم بسوء، وإيصال النَّفع إليهم بما يستطيع، وهو لابن السَّبيل بقضاء حاجته، وسدِّ خلَّته، ورعاية ماله، وصيانة كرامته، وبإرشاده إن استرشد، وهدايته إن ضلَّ.
وهو للخادم بإتيانه أجره قبل أن يجفَّ عرقه، وبعدم إلزامه ما لا يلزمه، أو تكليفه بما لا يطيق، وبصون كرامته، واحترام شخصيَّته.
وهو لعموم النَّاس بالتَّلطُّف في القول لهم، ومجاملتهم في المعاملة، وبإرشاد ضالِّهم، وتعليم جاهلهم، والاعتراف بحقوقهم، وبإيصال النَّفع إليهم، وكفِّ الأذى عنهم.
وهو للحيوان بإطعامه إن جاع، ومداواته إن مرض، وبعدم تكليفه ما لا يطيق، وحمله على ما لا يقدر، وبالرِّفق به إن عمل، وإراحته إن تعب.
وهو في الأعمال البدنيَّة بإجادة العمل، وإتقان الصَّنعة، وبتخليص سائر الأعمال مِن الغش)

### الإحسان في عبادة الله
والإحْسَان في عبادة الله له ركن واحد بيَّنه النَّبيُّ ﷺ بقوله: «أن تعبد الله كأنَّك تراه فإن لم تكن تراه فإنَّه يراك». فأخبر النَّبيُّ ﷺ أنَّ مرتبة الإحْسَان على درجتين، وأنَّ المحسنين في الإحْسَان على درجتين متفاوتتين، الدَّرجة الأولى: وهي «أن تعبد الله كأنَّك تراه». الدَّرجة الثَّانية: أن تعبد الله كأنَّه يراك، والمعنى إذا لم تستطع أن تعبد الله كأنَّك تراه وتشاهده رأي العين، فانزل إلى المرتبة الثَّانية، وهي أن تعبد الله كأنَّه يراك. فالأولى عبادة رغبة وطمع، والثَّانية عبادة خوف ورهب.

### الإحسان إلى الوالدين
جاءت نصوص كثيرة تحثُّ على حقوق الوالدين وبرِّهما والإحْسَان إليهما قال تعالى:﴿وَقَضَى رَبُّكَ أَلَّا تَعْبُدُوا إِلَّا إِيَّاهُ وَبِالْوَالِدَيْنِ إِحْسَانًا إِمَّا يَبْلُغَنَّ عِنْدَكَ الْكِبَرَ أَحَدُهُمَا أَوْ كِلَاهُمَا فَلَا تَقُلْ لَهُمَا أُفٍّ وَلَا تَنْهَرْهُمَا وَقُلْ لَهُمَا قَوْلًا كَرِيمًا ۝٢٣ وَاخْفِضْ لَهُمَا جَنَاحَ الذُّلِّ مِنَ الرَّحْمَةِ وَقُلْ رَبِّ ارْحَمْهُمَا كَمَا رَبَّيَانِي صَغِيرًا ۝٢٤﴾ [الإسراء:23–24].
قال القرطبي فأحقُّ النَّاس بعد الخالق المنَّان بالشُّكر والإحْسَان والتزام البرِّ والطَّاعة له والإذعان مَن قرن الله الإحْسَان إليه بعبادته وطاعته، وشكره بشكره، وهما الوالدان، فقال تعالى: ﴿وَوَصَّيْنَا الْإِنْسَانَ بِوَالِدَيْهِ حَمَلَتْهُ أُمُّهُ وَهْنًا عَلَى وَهْنٍ وَفِصَالُهُ فِي عَامَيْنِ أَنِ اشْكُرْ لِي وَلِوَالِدَيْكَ إِلَيَّ الْمَصِيرُ ۝١٤﴾ [لقمان:14] الجامع لأحكام القرآن (5/ 183).
وقوله تعالى: ﴿قُلْ تَعَالَوْا أَتْلُ مَا حَرَّمَ رَبُّكُمْ عَلَيْكُمْ أَلَّا تُشْرِكُوا بِهِ شَيْئًا وَبِالْوَالِدَيْنِ إِحْسَانًا وَلَا تَقْتُلُوا أَوْلَادَكُمْ مِنْ إِمْلَاقٍ نَحْنُ نَرْزُقُكُمْ وَإِيَّاهُمْ وَلَا تَقْرَبُوا الْفَوَاحِشَ مَا ظَهَرَ مِنْهَا وَمَا بَطَنَ وَلَا تَقْتُلُوا النَّفْسَ الَّتِي حَرَّمَ اللَّهُ إِلَّا بِالْحَقِّ ذَلِكُمْ وَصَّاكُمْ بِهِ لَعَلَّكُمْ تَعْقِلُونَ ۝١٥١﴾ [الأنعام:151]، وعن عبد الله بن مسعود رضي الله عنه قال: «سألت رسول الله ﷺ أيُّ العمل أفضل؟ قال: الصَّلاة لوقتها قال قلت: ثمَّ أي؟ قال: برُّ الوالدين قال قلت: ثمَّ أي؟ قال: الجهاد في سبيل الله» رواه البخاري ومسلم.
قال فخر الدين الرازي أجمع أكثر العلماء على أنَّه يجب تعظيم الوالدين والإحْسَان إليهما إحسانًا غير مقيَّد بكونهما مؤمنين لقوله تعالى: ﴿وَإِذْ أَخَذْنَا مِيثَاقَ بَنِي إِسْرَائِيلَ لَا تَعْبُدُونَ إِلَّا اللَّهَ وَبِالْوَالِدَيْنِ إِحْسَانًا وَذِي الْقُرْبَى وَالْيَتَامَى وَالْمَسَاكِينِ وَقُولُوا لِلنَّاسِ حُسْنًا وَأَقِيمُوا الصَّلَاةَ وَآتُوا الزَّكَاةَ ثُمَّ تَوَلَّيْتُمْ إِلَّا قَلِيلًا مِنْكُمْ وَأَنْتُمْ مُعْرِضُونَ ۝٨٣﴾ [البقرة:83].

### الإحسان إلى الجار
عن أبي شريح الخزاعي أن النَّبيَّ ﷺ قال: «مَن كان يؤمن بالله واليوم الآخر فليحسن إلى جاره، ومَن كان يؤمن بالله واليوم الآخر فليكرم ضيفه، ومَن كان يؤمن بالله واليوم الآخر فليقل خيرًا أو ليسكت». رواه مسلم.
ويكرم جاره بالإحسان إليه وكف الأذى عنه، وتحمل ما يصدر منه، والبشر في وجهه، وغير ذلك من وجوه الإكرام.

### الإحسان إلى اليتامى والمساكين
ومِن الإحْسَان إلى اليتامى والمساكين المحافظة على حقوقهم والقيام بتربيتهم، والعطف عليهم، ومدُّ يد العون لهم، قال تعالى: ﴿وَإِذْ أَخَذْنَا مِيثَاقَ بَنِي إِسْرَائِيلَ لَا تَعْبُدُونَ إِلَّا اللَّهَ وَبِالْوَالِدَيْنِ إِحْسَانًا وَذِي الْقُرْبَى وَالْيَتَامَى وَالْمَسَاكِينِ وَقُولُوا لِلنَّاسِ حُسْنًا وَأَقِيمُوا الصَّلَاةَ وَآتُوا الزَّكَاةَ ثُمَّ تَوَلَّيْتُمْ إِلَّا قَلِيلًا مِنْكُمْ وَأَنْتُمْ مُعْرِضُونَ ۝٨٣﴾ [البقرة:83]، (فإنَّ الإحْسَان إليهم والبرَّ بهم وكفالة عيشهم وصيانة مستقبلهم مِن أزكى القربات، بل إنَّ العواطف المنحرفة تعتدل في هذا المسلك وتلزم الجادَّة، فعن أبي هريرة رضي الله عنه: «أنَّ رجلًا شكا إلى رسول الله قسوة قلبه، فقال: امسح رأس اليتيم وأطعم المسكين». رواه أحمد.

### الإحسان في المعاملات التجارية
قد أمر الله تعالى بالعدل والإحْسَان جميعًا، والعدل سبب النَّجاة فقط، وهو يجري من التِّجارة مجرى سلامة رأس المال، والإحْسَان سبب الفوز ونيل السَّعادة، وهو يجري من التِّجارة مجرى الرِّبح، ولا يُعدُّ مِن العقلاء مَن قنع في معاملات الدُّنْيا برأس ماله، فكذا في معاملات الآخرة، ولا ينبغي للمتديِّن أن يقتصر على العدل واجتناب الظُّلم، ويدع أبواب الإحْسَان وقد قال الله تعالى: ﴿وَابْتَغِ فِيمَا آتَاكَ اللَّهُ الدَّارَ الْآخِرَةَ وَلَا تَنْسَ نَصِيبَكَ مِنَ الدُّنْيَا وَأَحْسِنْ كَمَا أَحْسَنَ اللَّهُ إِلَيْكَ وَلَا تَبْغِ الْفَسَادَ فِي الْأَرْضِ إِنَّ اللَّهَ لَا يُحِبُّ الْمُفْسِدِينَ ۝٧٧﴾ [القصص:77]، وقال عزَّ وجلَّ: ﴿إِنَّ اللَّهَ يَأْمُرُ بِالْعَدْلِ وَالْإِحْسَانِ وَإِيتَاءِ ذِي الْقُرْبَى وَيَنْهَى عَنِ الْفَحْشَاءِ وَالْمُنْكَرِ وَالْبَغْيِ يَعِظُكُمْ لَعَلَّكُمْ تَذَكَّرُونَ ۝٩٠﴾ [النحل:90]، وقال سبحانه: ﴿وَلَا تُفْسِدُوا فِي الْأَرْضِ بَعْدَ إِصْلَاحِهَا وَادْعُوهُ خَوْفًا وَطَمَعًا إِنَّ رَحْمَةَ اللَّهِ قَرِيبٌ مِنَ الْمُحْسِنِينَ ۝٥٦﴾ [الأعراف:56]، وينال المعامل رتبة الإحْسَان بواحدٍ مِن ستَّة أمور:
- في المغابنة، فينبغي أن لا يغبن صاحبه بما لا يتغابن به في العادة، فأمَّا أصل المغابنة فمأذونٌ فيه، لأنَّ البيع للرِّبح، ولا يمكن ذلك إلَّا بغبن، ولكن يراعى فيه التَّقريب، ومَن قنع بربحٍ قليلٍ كثرت معاملاته، واستفاد مِن تكررها ربحًا كثيرًا، وبه تظهر البركة.
- في احتمال الغبن، والمشتري إن اشترى طعامًا مِن ضعيف أو شيئًا مِن فقير فلا بأس أن يحتمل الغبن ويتساهل، ويكون به محسنًا وداخلًا في قوله عليه السَّلام: «رحم الله سهل البيع وسهل الشِّراء»، وأما احتمال الغبن مِن الغني فليس محمودًا، بل هو تضييع مال مِن غير أجر ولا حمد، وكان كثيرٌ مِن السَّلف يستقصون في الشِّراء، ويهبون مِن ذلك الجزيل مِن المال، فقيل لبعضهم في ذلك فقال: إنَّ الواهب يعطي فضله، وإنَّ المغبون يغبن عقله.
- في استيفاء الثَّمن وسائر الدُّيون والإحْسَان فيه مرَّة بالمسامحة وحطِّ البعض، ومرَّة بالإمهال والتَّأخير، ومرَّة بالمساهلة في طلب جودة النَّقد، وكلُّ ذلك مندوبٌ إليه ومحثوثٌ عليه، وفي الخبر: «مَن أقرض دينارًا إلى أجلٍ، فله بكلِّ يوم صدقة إلى أجله، فإذا حلَّ الأجل فأنظره بعده، فله بكلِّ يوم مثل ذلك الدَّين صدقة»، ونظر النَّبيُّ صلى الله عليه وسلم إلى رجل يلازم رجلًا بدين، فأومأ إلى صاحب الدَّين بيده، أي: ضع الشَّطر، ففعل، فقال للمديون: «قم فأعطه».
- في توفية الدَّين، ومِن الإحْسَان فيه حسن القضاء، وذلك بأن يمشي إلى صاحب الحقِّ، ولا يكلِّفه أن يمشي إليه يتقاضاه، فقد قال ﷺ: «خيركم أحسنكم قضاءً»، ومهما قدر على قضاء الدَّين فليبادر إليه ولو قبل وقته، وإن عجز فلينوِ قضاءه مهما قدر، ومهما كلَّمه مستحقُّ الحقِّ بكلام خشن، فليتحمَّله وليقابله باللُّطف اقتداءً برسول الله ﷺ لـمَّا ردَّد عليه كلامه صاحب الدَّين، فهمَّ به أصحابه، فقال: «دعوه؛ فإنَّ لصاحب الحقِّ مقالًا»، ومِن الإحْسَان أن يميل الحكم إلى مَن عليه الدَّين لعسره.
- أن يُقيل مَن يستقيله؛ فإنَّه لا يستقيل إلَّا متندِّمٌ مُسْتَضِرٌّ بالبيع، ولا ينبغي أن يرضى لنفسه أن يكون سبب استضرار أخيه، وفي الخبر: «مَن أقال نادمًا صفقته، أقال الله عثرته يوم القيامة».
- أن يقصد في معاملته جماعة مِن الفقراء بالنَّسيئة، وهو في الحال عازم على أن لا يطالبهم إن لم يظهر لهم مَيْسَرة، وكان مِن السَّلف مَن يقول لفقير: خذ ما تريد، فإن يُسِّر لك فاقض، وإلَّا فأنت في حلٍّ منه وسعة.

### الإحْسَان إلى المسيء
﴿وَلَا تَسْتَوِي الْحَسَنَةُ وَلَا السَّيِّئَةُ ادْفَعْ بِالَّتِي هِيَ أَحْسَنُ فَإِذَا الَّذِي بَيْنَكَ وَبَيْنَهُ عَدَاوَةٌ كَأَنَّهُ وَلِيٌّ حَمِيمٌ ۝٣٤ وَمَا يُلَقَّاهَا إِلَّا الَّذِينَ صَبَرُوا وَمَا يُلَقَّاهَا إِلَّا ذُو حَظٍّ عَظِيمٍ ۝٣٥﴾ [فصلت:34–35].
ومن كانت طريقته الإحْسَان، أحسن الله جزاءه ﴿هَلْ جَزَاءُ الْإِحْسَانِ إِلَّا الْإِحْسَانُ ۝٦٠﴾ [الرحمن:60].
وذكر الهرويُّ أنَّ مِن منازل إيَّاك نعبد وإيَّاك نستعين (الفتوَّة)، وقال: (هي على ثلاث درجات، الدَّرجة الأولى ترك الخصومة، والتَّغافل عن الزلَّة، ونسيان الأذيَّة والدَّرجة الثَّانية أن تقرِّب مَن يقصيك، وتكرم مَن يؤذيك، وتعتذر إلى مَن يجني عليك، سماحةً لا كظمًا، ومودَّةً لا مصابرةً)، قال ابن القيم في ذلك: (هذه الدَّرجة أعلى ممَّا قبلها وأصعب؛ فإنَّ الأولى تتضمَّن ترك المقابلة والتَّغافل، وهذه تتضمَّن الإحْسَان إلى مَن أساء إليك، ومعاملته بضِدِّ ما عاملك به، فيكون الإحْسَان والإساءة بينك وبينه خُطَّتين فخُطَّتك: الإحْسَان. وخُطَّته: الإساءة.

### الإحسان في الكلام
قال تعالى: ﴿وَقُلْ لِعِبَادِي يَقُولُوا الَّتِي هِيَ أَحْسَنُ إِنَّ الشَّيْطَانَ يَنْزَغُ بَيْنَهُمْ إِنَّ الشَّيْطَانَ كَانَ لِلْإِنْسَانِ عَدُوًّا مُبِينًا ۝٥٣﴾ [الإسراء:53]، قال ابن كثير: (يأمر تعالى رسوله ﷺ أن يأمر عباد الله المؤمنين، أن يقولوا في مخاطباتهم ومحاوراتهم الكلام الأحسن والكلمة الطَّيبة؛ فإنَّهم إذا لم يفعلوا ذلك، نزغ الشَّيطان بينهم، وأخرج الكلام إلى الفعال، ووقع الشَّرُّ والمخاصمة والمقاتلة، فإنَّ الشَّيطان عدوٌّ لآدم وذرِّيته مِن حين امتنع مِن السُّجود لآدم، فعداوته ظاهرة بيِّنة؛ ولهذا نهى أن يشير الرَّجل إلى أخيه المسلم بحديدة، فإنَّ الشَّيطان ينزغ في يده، أي: فربَّما أصابه بها).

### الإحسان في الجدال
يقول الله تبارك وتعالى: ﴿ادْعُ إِلَى سَبِيلِ رَبِّكَ بِالْحِكْمَةِ وَالْمَوْعِظَةِ الْحَسَنَةِ وَجَادِلْهُمْ بِالَّتِي هِيَ أَحْسَنُ إِنَّ رَبَّكَ هُوَ أَعْلَمُ بِمَنْ ضَلَّ عَنْ سَبِيلِهِ وَهُوَ أَعْلَمُ بِالْمُهْتَدِينَ ۝١٢٥﴾ [النحل:125]، قال الشوكاني بالطَّريق التي هي أحسن طرق المجادلة، وإنَّما أمر سبحانه بالمجادلة الحسنة لكون الدَّاعي محقًّا وغرضه صحيحًا، وكان خصمه مبطلًا وغرضه فاسدًا.

### الإحسان إلى الحيوان
ومِن الإحْسَان إلى الحيوان، إطعامه والاهتمام به، وحدُّ الشَّفرة عند ذبحه، وأن لا يحدَّ الشَّفرة أمامه، وعدم الحمل إليه أكثر مِن طاقته قال ﷺ: «إنَّ الله كتب الإحْسَان على كلِّ شيء؛ فإذا قتلتم فأحسنوا القِتْلَة»، وكره أبو هريرة أن تُحَدَّ الشَّفرة والشَّاة تنظر إليها، وروى أنَّ النَّبيَّ ﷺ رأى رجلًا أضجع شاة، فوضع رجله على عنقها، وهو يحدُّ شَفْرته، فقال له ويلك، أردت أن تميتها موتات؟ هلا أحددت شَفْرتك قبل أن تضجعها، وكان عمر بن الخطَّاب ينهى أن تُذْبَح الشَّاة عند الشَّاة وقال ﷺ: «عُذِّبت امرأة في هرَّة سجنتها حتى ماتت، فدخلت فيها النَّار، لا هي أطعمتها وسقتها إذ حبستها، ولا هي تركتها تأكل خَشَاش الأرض».

### أقوال العلماء في الإحسان
- وقال ابن القيِّم: (مفتاح حصول الرَّحمة الإحْسَان في عبادة الخالق، والسَّعي في نفع عبيده). وقال أيضًا: (فإنَّ الإحْسَان يفرح القلب ويشرح الصَّدر ويجلب النِّعم ويدفع النِّقم، وتركه يوجب الضَّيم والضِّيق، ويمنع وصول النِّعم إليه، فالجبن: ترك الإحْسَان بالبدن، والبخل: ترك الإحْسَان بالمال).
- قال ابن عيينة: (سئل علي  عن قول الله تعالى: ﴿إِنَّ اللَّهَ يَأْمُرُ بِالْعَدْلِ وَالْإِحْسَانِ﴾ [النحل:90]، فقال: العدل: الإنصاف، والإحْسَان: التفضُّل).
- وقرأ الحسن البصري: (هذه الآية ﴿إِنَّ اللَّهَ يَأْمُرُ بِالْعَدْلِ وَالْإِحْسَانِ﴾ [النحل:90]، ثمَّ وقف فقال: إنَّ الله جمع لكم الخير كلَّه والشَّر كلَّه في آية واحدة، فوالله ما ترك العدل والإحْسَان شيئًا مِن طاعة الله عزَّ وجلَّ إلَّا جمعه، ولا ترك الفحشاء والمنكر والبغي مِن معصية الله شيئًا إلَّا جَمَعه).
- وقال رجلٌ لأحد السلاطين: (أحقُّ النَّاس بالإحْسَان مَن أحسن الله إليه، وأولاهم بالإنصاف مَن بُسِطت القدرة بين يديه؛ فاسْتَدِم ما أوتيت مِن النِّعم بتأدية ما عليك مِن الحقِّ).

### الأمثال في الإحسان
- اسق رقاش إنها سقاية يضرب في الإحْسَان إلى المحسن.
- إنما يجزي الفتى ليس الجمل ومعناه إنَّما يجزي على الإحْسَان بالإحْسَان مَن هو حرٌّ وكريم، فأمَّا مَن هو بمنزلة الجمل في لؤمه وموقه والموق هو حمق مع غباوة، فإنَّه لا يُوصَل إلى النَّفع مِن جهته إلَّا إذا اقتُسر وقُهر.
- إنَّما هو كبَارحِ الأَرْوَى قليلًا ما يُرى وذلك أن الأرْوَى مساكنُها الجبالُ، فلا يكاد النَّاس يرونها سانحةً ولا بارحةً إلَّا في الدَّهر مرَّة. يُضْرب لمن يُرى منه الإحْسَان في الأحايين.
- جزيته كيل الصاع بالصاع إذا كافأتَ الإحْسَانَ بمثله والإساءةَ بمثلها.
- وجدت الناس إن قارضتهم قارضوك وهو إن أحسنت إليهم أحسنوا إليك، وإن أسأت فكذلك.[20]